# NGC 608
NGC 608 је спирална галаксија у сазвежђу Троугао која се налази на NGC листи објеката дубоког неба.
Деклинација објекта је + 33° 39' 23" а ректасцензија 1h 35m 28,1s. Привидна величина (магнитуда) објекта NGC 608 износи 13,4 а фотографска магнитуда 14,2. NGC 608 је још познат и под ознакама UGC 1135, MCG 5-4-73, CGCG 502-117, KCPG 38A, PGC 5913.